# Coutouvre
Coutouvre är en kommun i departementet Loire i regionen Auvergne-Rhône-Alpes i centrala Frankrike. Kommunen ligger i kantonen Perreux som tillhör arrondissementet Roanne. År 2022 hade Coutouvre 1 067 invånare.

## Befolkningsutveckling
Antalet invånare i kommunen Coutouvre
| Referens: INSEE |